# Erik Lindqvist
Erik Josef Lindqvist (Estocolmo, 20 de maio de 1886 — 17 de setembro de 1934) foi um velejador sueco, medalhista olímpico. Ele competiu nos Jogos Olímpicos de Verão de 1912 na classe 12 Metre e conquistou a medalha de prata na disputa a bordo do Erna Signe com Nils Persson, Per Bergman, Dick Bergström, Kurt Bergström, Hugo Clason, Folke Johnson, Sigurd Kander, Iwan Lamby e Hugo Sällström.